# Michael Rasmussen
Michael Rasmussen (Holbæk, 1º giugno 1974) è un ex mountain biker, ciclista su strada e dirigente sportivo danese, soprannominato The Chicken from Tølløse, ha corso come professionista dal 1995 al 2012, con caratteristiche di scalatore puro; Durante la sua carriera ciclistica, è stato campione del mondo di cross country nel 1999.

## Carriera
Inizia la sua carriera ciclistica con il mountain biking, specialità cross country, disciplina in cui si laurea campione del mondo nel 1999. Debutta da professionista nel 2001 con il Team CSC - Tiscali, aggiudicandosi la prima tappa della Jadranska Magistrala. Segue, nel 2002, una vittoria alla Vuelta Burgos (la 4ª tappa).
Nel 2003, Rasmussen lascia la Team CSC Tiscali per andare a vestire la maglia della squadra olandese Rabobank. Con quest'ultima, si aggiudicherà altre 3 vittorie: la 7ª tappa della Vuelta di Spagna, a Cauterets, nel 2003, la 6ª tappa del Giro del Delfinato, a Grenoble, nel 2004.Partecipa al Tour de France 2005 per correre al livello dei migliori. Vince la nona tappa con una fuga d'altri tempi e sulle Alpi si dimostra il più forte insieme a Lance Armstrong, infatti è secondo nella generale a pochi secondi dallo statunitense. Sui Pirenei si deve arrendere agli attacchi di Ivan Basso, ma alla vigilia della penultima tappa, una lunga cronometro di 55 km, è comunque al terzo posto nella generale. Corre una cronometro disastrosa, cadendo più volte a causa di traiettorie disegnate male. Perde quindi 4 posizioni e chiude settimo in classifica generale, vincendo la maglia a pois.

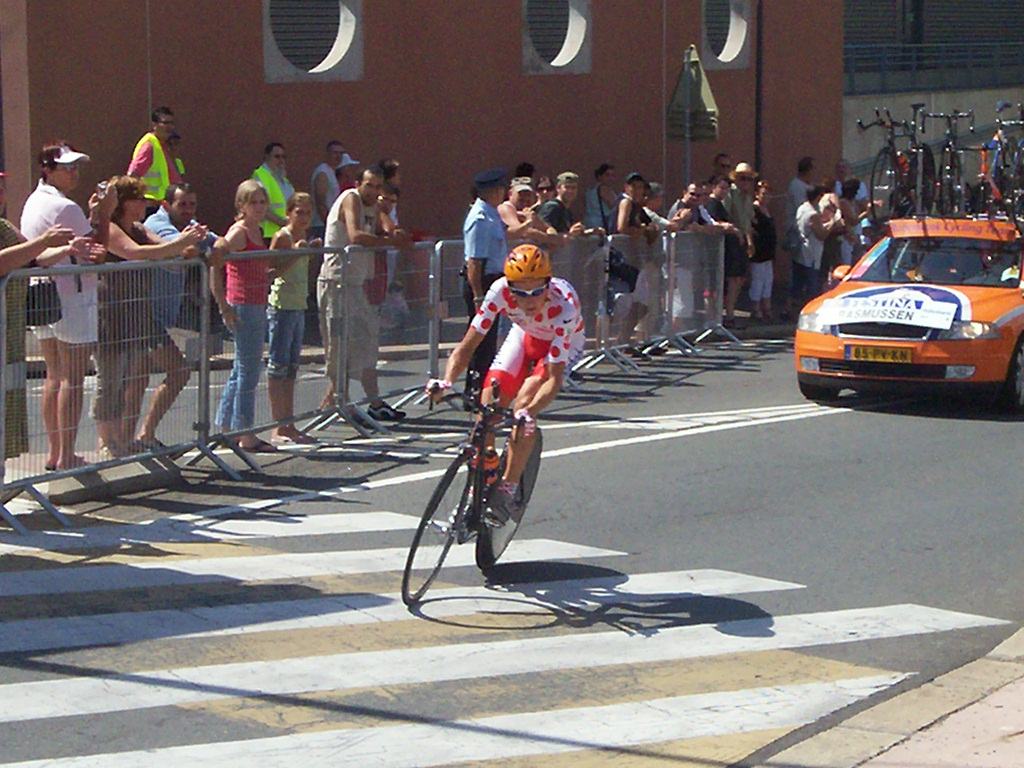
Michael Rasmussen in azione solitaria, con la maglia a pois, da lui poi vinta al Tour de France 2006.

Durante il Tour del 2006 vince la sedicesima tappa Bourg d'Osains-La Toussuire grazie ad una eroica fuga durata 176 km. Sempre alla "Grande Boucle" del 2006 ha conquistato la maglia a pois in qualità di miglior scalatore: l'impegno profuso per conquistare questo traguardo gli ha però impedito di curare la classifica generale, trasformandolo in un gregario per il russo Denis Men'šov.

### La squalifica per doping
Nel Tour de France 2007 vinse l'ottava tappa che attraversava il territorio alpino, staccando i compagni di fuga e conquistando la sua prima maglia gialla. Sulla salita di Plateau de Beille rispose agli attacchi di Alberto Contador giungendo secondo all'arrivo subito alle spalle dello spagnolo. Nella sedicesima tappa, ultima frazione pirenaica, Rasmussen attaccò Contador sull'ultima salita del Colle d'Aubisque staccandolo di quasi 40 secondi, vincendo la tappa in solitaria e consolidando il primato in classifica generale con 3'10" sullo stesso spagnolo e 5'10" su Cadel Evans. La sera stessa fu obbligato a ritirarsi dal Tour dalla sua squadra, la Rabobank, per aver mentito sul luogo di allenamento (diceva di trovarsi in Messico, ma il commentatore RAI Davide Cassani disse di averlo visto in Trentino).
In seguito l'organizzazione del Tour il 25 luglio 2007 lo costrinse all'esclusione dalla competizione, a seguito della "non negatività" alla Dynepo (considerata EPO di seconda generazione) ad un controllo effettuato durante la corsa. Rasmussen non fu squalificato ma obbligato al ritiro dalla Rabobank quando era ancora maglia gialla. In seguito fu squalificato per due anni dalla stessa UCI.
Nel 2009 torna a correre, vincendo il prologo della Vuelta a Chihuahua, una corsa a tappe messicana; due anni dopo si aggiudica anche una frazione del Tour de Serbie. Il 31 gennaio 2013 annuncia il ritiro dall'attività agonistica. Durante la conferenza stampa ammette di aver fatto uso di numerose sostanze dopanti (EPO, ormone della crescita, testosterone, insulina, cortisone, trasfusioni di sangue) tra il 1998 e il 2010.

## Palmarès

### MTB
- 1999

Campionati del mondo, Cross country (Åre)

### Strada
- 2001

tappa Jadranska Magistrala
- 2002

4ª tappa Vuelta a Burgos
- 2003

7ª tappa Vuelta a España
- 2004

6ª tappa Critérium du Dauphiné Libéré
- 2005

9ª tappa Tour de France
- 2006

16ª tappa Tour de France
- 2007

8ª tappa Tour de France
16ª tappa Tour de France
- 2009

Prologo Vuelta a Chihuahua
- 2011

3ª tappa Tour de Serbie (Bajina Bašta)

#### Altri successi
- 2005

Classifica scalatori Tour de France
- 2006

Classifica scalatori Tour de France

## Piazzamenti

### Grandi Giri
- Giro d'Italia

2002: 45º
2005: ritirato (15ª tappa)
2006: ritirato
2007: 48º
- Tour de France

2004: 14º
2005: 7º
2006: 17º
2007: sospeso e non partito (17ª tappa)
- Vuelta a España

2003: 7º
2006: ritirato (17ª tappa)